# Blues for Greeny
Blues for Greeny — студийный альбом ирландского гитариста и вокалиста Гэри Мура, изданный в 1995 году на лейбле Virgin Records и посвящённый знаменитому блюзовому гитаристу Питеру Грину. В альбом вошли десять песен, написанных Питером Грином, а также «Need Your Love So Bad», написанная Литл Вилли Джоном. Гитарные партии на альбоме были сыграны на гитаре Грина Gibson Les Paul 1959 года выпуска, которую Грин продал Муру в середине 1970-х годов. В этом альбоме Мур играет очень похоже на Грина
Как указано в рецензии на сайте sputnikmusic: «Во многих случаях трибьют-альбомы скорее разочаровывают, поскольку они страдают от отсутствия характера и звучат как разбавленные версии оригинального материала. Однако это не так с этим альбомом, поскольку Гэри Мур делает потрясающую работу, добавляя свой личный штрих к некоторым уже отличным песням. Наконец, Blues for Greeny также может служить отличным сборником и введением в музыку Питера Грина для всех тех, кто хочет погрузиться в одного из самых эмоциональных исполнителей блюза».

## Список композиций
1. «If You Be My Baby» — 6:38.
2. «Long Grey Mare» — 2:04.
3. «Merry-Go-Round» — 4:14.
4. «I Loved Another Woman» — 3:05.
5. «Need Your Love So Bad» — 7:54.
6. «The Same Way» — 2:35.
7. «The Supernatural» — 3:00.
8. «Driftin’» — 8:29.
9. «Showbiz Blues» — 4:08.
10. «Love That Burns» — 6:28.
11. «Looking for Somebody» — 7:12.

## Участники записи
- Гэри Мур — гитара, вокал;
- Томми Ири — клавишные;
- Ник Пэйн — баритоновый саксофон;
- Ник Пинтелоу — теноровый саксофон;
- Энди Пайл — бас-гитара;
- Грэм Уокер — ударные.